# Misty Range
Misty Range är ett berg i Kanada.   Det ligger i provinsen Alberta, i den södra delen av landet, 2 900 km väster om huvudstaden Ottawa. Toppen på Misty Range är 3 218 meter över havet.
Terrängen runt Misty Range är kuperad norrut, men söderut är den bergig.Trakten runt Misty Range är nära nog obefolkad, med mindre än två invånare per kvadratkilometer.. Det finns inga samhällen i närheten. 
Trakten runt Misty Range består i huvudsak av gräsmarker.